# Panadizo

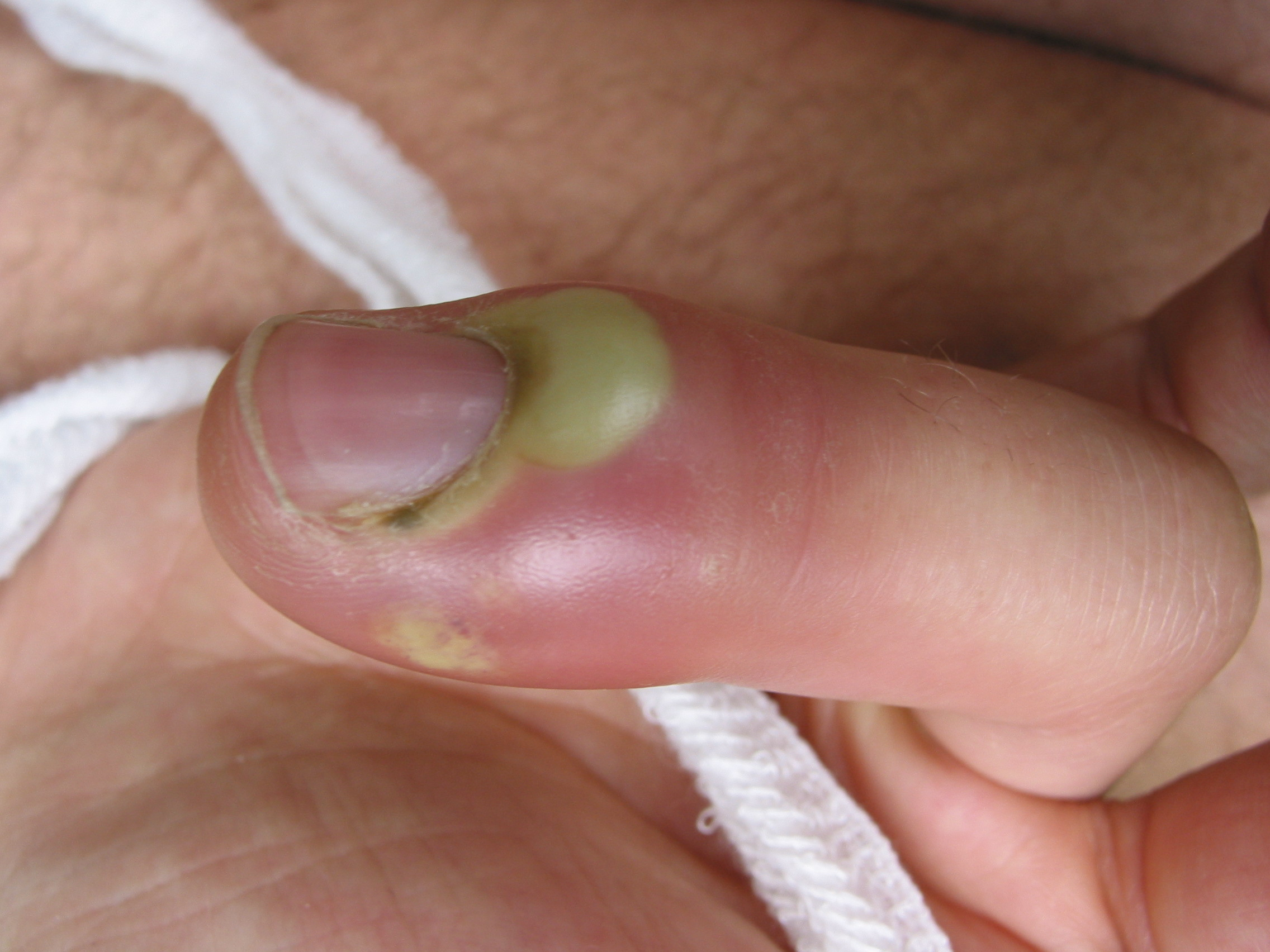
Inflamación del lecho ungueal (paroniquia).

Panadizo es una inflamación aguda y flemonosa de las partes blandas de los dedos de pies y manos, siendo los más frecuentemente afectados el pulgar, el índice y el corazón.
Si bien el término etimológicamente corresponde a las infecciones periungueales o paroniquias, en la literatura médica en español se ha extendido para denominar también así a las infecciones en el pulpejo de los dedos y en la palma de las manos.

## Clasificación
- Panadizo superficial. Es el que reside bajo la epidermis. Su sitio suele radicar alrededor de la uña y merece principalmente el nombre de panadizo periungueal o de primer grado o paroniquia (paronychia)
  - Panadizo eritematoso.
  - Panadizo vesiculoso o flictenoide.
- Panadizo subcutáneo, también llamado flemonoso. Radica entre la piel y la vaina de los tendones.
- Panadizo profundo. Consiste en la inflamación de la vaina de los tendones y se propaga frecuentemente al periostio y aun al hueso.

Generalmente los panadizos de la segunda y tercera especie residen en la cara palmar de los dedos. 

## Cuadro clínico
Los síntomas varían según la profundidad de la lesión, y con esta se relaciona la gravedad del pronóstico. Los dolores son extremadamente violentos, especialmente en los panadizos profundos, y además de los síntomas inflamatorios locales pueden presentarse trastornos generales. Comúnmente la enfermedad termina por supuración, pero a veces puede terminar por gangrena.